# Conrado Silva
Conrado Jorge Silva de Marco (* 1940 in Montevideo; † 2014 in São Paulo) war ein uruguayisch-brasilianischer Komponist und Hochschullehrer.

## Leben
Silva studierte in Montevideo Musik bei Héctor Tosar. In den 1960er Jahren besuchte er Kurse und Workshops von Pierre Boulez, Karlheinz Stockhausen, Mauricio Kagel, György Ligeti, Josef Anton Riedl, Henri Pousseur und John Cage. 1969 ließ er sich in Brasilien nieder und erhielt auf Anregung des Anthropologen Darcy Ribeiro einen Lehrauftrag an der Musikfakultät der Universidade de Brasília (UnB).
Mit Coriún Aharonián konzipierte und gründete er 1971 die Cursos Latino-Americanos de Música Contemporânea, die beide bis 1989 in fünf lateinamerikanischen Staaten organisierten. In den 1980er Jahren leitete er den Núcleo Música Nova in Montevideo und die Travessia Oficina de Música und betrieb ein Unternehmen für Akustiktechnik. 1985 organisierte er John Cages Besuch bei der 18. Biennale von São Paulo. Nachdem er unter der brasilianischen Militärdiktatur seine Stelle an der UnB verloren hatte, organisierte er Kurse für elektronische Musik an verschiedenen Universitäten des Landes und gründete universitäre Studios für elektronische Musik.
In den 1990er Jahren kehrte Silva an die UnB zurück und unterrichtete dort bis zu seiner Emeritierung 2010. Von 1997 bis 1999 war er Vizepräsident der International Computing and Music Association. Außerdem war er Gründungsmitglied und bis zu seinem Tod Sekretär der Sociedade Brasileira de Música Eletroacústica. Als Komponist trat Silva vorwiegend mit elektroakustischen Werken hervor. 1982 veröffentlichte er das Buch Elementos de Acústica Arquitetônica. Mit der Arbeit Análise Acústica de Auditórios Musicais Depois de Construídos erwarb er 2009 den Doktorgrad in Architektur. Er arbeitete an von Oscar Niemeyer entworfenen Projekten in Brasília mit und beteiligt sich an der Restaurierung der Theater Sodre und Solis in Montevideo.

## Werke
- Música para 10 radios portátiles (Musik für 10 Kofferradiogeräte) (1964)
- Antígona, elektronische Schauspielmusik (1965)
- Brinquedos I (Crónica), elektroakustische Schauspielmusik (1971)
- Cor incurvatum, elektroakustische Schauspielmusik(1972)
- Ulisses, elektroakustische Schauspielmusik (1973)
- Celebraçao für vier gemischte Chöre und Synthesizer (1973)
- Equus, elektroakustische Schauspielmusik zu dem gleichnamigen Theaterstück von Peter Shaffer (1975)
- Polaris für Stimme, Flöte, Gitarre, Klavier, Kontrabass und Synthesizer (1980)
- Natal del-Rei, elektroakustisches Stück (1980)
- Fonoarticulações für Stimme, Tonband und Live-Synthesizer nach Tonmaterial von Dieter Schnebel (1980)
- Mars für Liveelektronik (1985)
- Para Sinthy, Ritual für Synthesizer (1985)
- Círculo Mágico Ritual für 20 Synthesizer (1985)
- Ludus absque fasciem für Liveelektronik (1986)
- Eixos I für Sinfonieorchester und Synthesizer (1986)
- Ganis für Liveelektronik (1987)
- Pericón für Live-Digitalinstrumente (1988)
- Galaxias II, elektroakustisches Stück (1991)
- Espaços Habitados, Oper nach Texten aus Haroldo de Campos’ Buch Galaxias für Frauenstimme, Schauspieler und digitales Liveequipment (1994)
- Fragmentos do Apocalipse, elektroakustisches Stück (2001)
- Fragmentos do Gênesis, elektroakustisches Stück (2002)